# Cavallo corso
Il cavallo corso (in corso cavallu corsu  o paganacciu) è un piccolo cavallo endemico della Corsica. Influenzata da diverse migrazioni sull'isola, la razza si è adattata alla conformazione montuosa. È stata la prima cavalcatura di Napoleone. Diverse cronache di viaggio esaltano le qualità di questo abile cavallino cavalcato, imbrigliato ed impiegato in vari compiti dagli abitanti della Corsica per secoli.
Il cavallo corso è quasi scomparso con la meccanizzazione agraria. Alla fine del XX secolo sono state attuate a livello locale una serie di iniziative per preservarlo. Nel 2012 la razza è stata ufficialmente riconosciuta in Francia grazie all'associazione u Cavallu Corsu, con una base di otto stalloni riproduttori. Il cavallo corso è di taglia ridotta, armonioso, con un dorso corto. Il mantello è baio, baio-bruno o nero. Adatto all'equitazione di piacere in tutte le sue forme, il turismo equestre costituisce la ragione principale per la continuazione del suo allevamento. Può anche essere montato per il polo, nella monta da lavoro o nell'endurance e si adatta bene anche nei maneggi. A metà del 2011, la razza consta di 180 rappresentanti. Il cavallo corso è inseparabile dall'identità culturale della sua isola d'origine.